# جاده یک‌ساله
جاده یک‌ساله (انگلیسی: The Road a Year Long) (صربی کرواتی: Cesta duga godinu dana) یک فیلم مشترک تولید ایتالیا و یوگسلاوی به کارگردانی جوزپه د سانتیس محصول سال ۱۹۵۸ است.
جاده یک‌ساله به نمایندگی از سینمای یوگسلاوی در سی و یکمین دوره جوایز اسکار ۱۹۵۹ نامزد دریافت جایزه اسکار بهترین فیلم بین‌المللی بود. همچنین در شانزدهمین مراسم گلدن گلوب برنده گوی زرین بهترین فیلم خارجی زبان گردید.

## داستان
امیل کوزما یک دهقان از منطقه دورافتاده کوهستانی، شروع به ساختن جاده‌ای برای نزدیکی به شهر مجاور می‌کند. با گذشت زمان، سایر روستاییان نیز به کوزما می‌پیوندند. در ادامه، اهالی متوجه می‌شوند نه تنها ساخت و ساز این جاده از هیچ‌گونه مجوز و پشتیبانی مقامات محلی برخوردار نیست که کوزما سرخود تصمیم به این کار گرفته‌است اما دیگر برای توقف پروژه خیلی دیر است...